# Podblica
Podblica este o localitate din comuna Kranj, Slovenia, cu o populație de 115 locuitori.